# Benita Ferrero-Waldner
Benita Ferrero-Waldner (Salzburg, Àustria, 5 de setembre de 1948) és una política austríaca, que ha estat ministra al seu país i que fou membre de la Comissió Barroso.

## Biografia
Va néixer el 5 de setembre de 1948 a la ciutat de Salzburg. Va estudiar dret a la Universitat de Salzburg, on es llicencià el 1966 i doctorà el 1970.
L'any 1993 es casà, en segones núpcies, amb Francisco Ferrero Campos, del qual adoptà el seu cognom d'origen valencià.

## Activitat política
L'any 1984, després d'un any de dedicar-se al sector privat, va ser nomenada cap de protocol del Secretari General de les Nacions Unides Boutros Boutros-Ghali, càrrec que exercí fins al 1995.
Aquell any fou nomenada Secretària d'Estat per part del Canceller d'Àustria Franz Vranitzky, càrrec que va mantenir fins al 2000 també en el govern de Viktor Klima. Membre del Partit Popular d'Àustria (ÖVP), l'any 2000, amb la victòria de Wolfgang Schüssel en les eleccions i la seva elecció com a Canceller, fou nomenada Ministra d'Afers Exteriors, càrrec que va mantenir fins al 2004. El gener d'aquell any anuncià la seva intenció de competir en les eleccions a la Presidència d'Àustria. La seva candidatura rebé el 47,6% dels vots, sent derrotada pel socialdemòcrata Heinz Fischer, que al seu torn rebé el 52,4% dels vots.
Després de la seva derrota electoral fou escollida membre de la Comissió Barroso el novembre de l'any 2004, esdevenint Comissària Europea de Relacions Exteriors i Política Europea de Veïnatge. Des d'aquest càrrec fou una de les principals impulsores del retorn a Europa el 24 de juliol de 2007 de cinc infermeres búlgares i un metge palestí empresonats per Líbia, els quals havien estat més de 8 anys empresonats en aquest país africà acusats d'infectar deliberatament nens libis amb el Virus de la Immunodeficiència Humana (VIH).

## Premis i distincions
- Premi Blanquerna, 2009